# Gasthuissingel
De Gasthuissingel is een singel en straat in de Noord-Hollandse stad Haarlem. De singel maakte deel uit van vestingwerken van Haarlem, die de stad in vroegere tijden moesten beschermen tegen indringers. 
Deze singelgracht loopt vanaf de Raamsingel nabij de Grote Houtbrug en Houtplein naar de Kampersingel, nabij de Kleine Houtbrug. Langs de noordelijke zijde ligt in het centrum van Haarlem het voormalig complex van het Sint Elisabeth Gasthuis dat hier vanaf 1581 tot 1973 zijn vestiging nam. Eerder was het gelegen aan de Botermarkt nabij het Claraklooster, waar het tot 1576 gevestigd was tot de grote stadsbrand van 1576 het complex in de as legde. Hedendaags gaat dit ziekenhuis verder als het Spaarne Gasthuis.